# Suéter (banda)
Suéter (Camisola),  foi uma banda de rock argentina formada em 1981 e dissolvida em 2007. Seu estilo era uma mistura de new wave, pop rock e reggae.
Suas canções mais conhecidas são: Amanece en la ruta (Nascer do sol na estrada), Él anda diciendo (Ele está dizendo), Vía México (Estrada do México), Comiendo gefilte fish (Comer peixe gefilte), e sendo o mais famoso Extraño ser (Ser estranho).

## Biografia
Dirigido por Miguel Zavaleta, também foi construído inicialmente por Fabiana Cantilo e Celsa Mel Gowland como apresentadoras. Juan del Barrio (teclados) e Gustavo Donés (baixo), treinamento com o qual gravaram o primeiro álbum e adicionados. Eles tiveram o apoio de Charly García que convidou como o ato de abertura, mas o público inicialmente rejeitou.
Gradualmente, eles alcançaram um registro e alguns sucessos maciços como "Vía México", uma canção de 1985, sobre uma ilegalidade do divórcio, no momento em que o país estava preparado para estabelecer uma lei admitiu.
Em 1989, Miguel deixou uma banda para tentar uma carreira solo sem muito sucesso.  Voltando a 1994, com um treinamento renovado e Miguel Zavaleta como único membro original (com Diego Chorno na guitarra e teclados, Jorge Álvarez na bateria e Raúl Chevalier sem baixo), mais tarde substituído por Laura Gómez Palma).
Em 2003, uma programação original que gravou o primeiro álbum em 1982  (Zavaleta, Dones, Minissale, del Barrio) com o baterista encontra Hernán "Fresa" Robic. A banda permanece em conjunto até o 8 de dezembro de 2007, Gustavo Donés morre, devido ao conflito interno e o grupo se separou pouco depois de deixar um novo álbum inédito.

## Membros

### Alinhamento clássico
- Miguel Zavaleta (piano e voz)
- Gustavo Donés (baixo)
- Jorge Minissale (guitarra e vocais)
- Juan del Barrio (teclados)

### Outros membros
- Bateria: Daniel Colombres (1981–1983), Claudio Loza in (1985–1987), Claudio Venier (1987-1989), Jorge Álvarez (1993-1996-2002-2003) (†), Laura Gómez Palma (1994-1995), Hernán Robic (2003-2007).
- Baixo eléctrico: Edgardo Roggati (1981) (†), Edgardo Folino (1981) (†), Frank Ojstersek (1981), Raúl Chevalier (1995).
- Guitarra: José Luis Asaresi (1987–1989) (†), Diego Chorno (1995), Silvio Furmansky (1995).
- Teclados: Fabián Quintiero (1984 - 1985), Alejandro Desilvestre (1985–1986).
- Voz e coros: Fabiana Cantilo (1981-1982-1995), Hilda Lizarazu (1984-1986), Celsa Mel Gowland (1981).

## Discografia

### Álbuns de Estúdio
- Suéter (1982)
- Lluvia de gallinas (1984)
- 20 caras bonitas (1985)
- Misión ciudadano I (1987)
- Suéter completo (1988)
- Suéter 5 (1995)

### Álbuns de compilação
- Suéter Completo (1988)
- Elefantes en el Techo (1997)

### Canções mais famosas
1. Amanece en la ruta
2. Mamá planchame la camisa
3. Comiendo gefilte fish
4. Él anda diciendo
5. Vía México
6. Extraño ser
7. Desvanecidos
8. Elefantes en el techo
9. Pánico en la ciudad
10. Nada es como fue
11. Jugo de tomate frío (cover da Manal)